# .cs
.cs war die länderspezifische Top-Level-Domain (ccTLD) der ehemaligen Tschechoslowakei. 
Sie wurde um 1990 eingeführt, nur drei Jahre später jedoch löste sich der Staat auf und bildete Tschechien und die Slowakei, denen die neuen Top-Level-Domains .cz und .sk zugewiesen wurden. .cs war jedoch bereits in Gebrauch und es dauerte Jahre, bis die Domain gelöscht wurde. 2003 wurde die Top-Level-Domain .cs dem Land Serbien und Montenegro nach dessen Umbenennung zugewiesen (Srbija i Crna Gora serbisch), es konnte diese TLD jedoch nie benutzen, da immer noch tschechoslowakische Domains delegiert waren. Heute existiert die Top-Level-Domain .cs nicht mehr.